# In gara con la luna
In gara con la luna (Racing with the Moon), conosciuto anche con il titolo Il treno della vita, è un film del 1984 diretto da Richard Benjamin con Sean Penn, Elizabeth McGovern e Nicolas Cage.

## Trama
1943, California: Henry 'Hopper' Nash è un ragazzo di provincia che assieme al suo amico Nicky, è in procinto di arruolarsi nei marines per andare a difendere la patria durante la seconda guerra mondiale. Ci sono circa sei settimane prima della partenza, ma per i due ragazzi è difficile staccarsi dalla vita di provincia e soprattutto dalle loro ragazze. Il film si chiude con i due che si preparano a salire sul treno per andare in guerra.

## Riconoscimenti
- 1984 - Semana Internacional de Cine de Valladolid
  - Espiga de oro per il miglior film